# ویلی پارک را اداره می‌کند
ویلی پارک را اداره می‌کند (انگلیسی: Willie Runs the Park) یک فیلم کمدی صامت کوتاه به کارگردانی هال روچ است که در سال ۱۹۱۵ منتشر شد. از بازیگران این فیلم می‌توان به هارولد لوید، جین نواک و روی استوارت اشاره کرد.